# Cosme Echevarrieta
Cosme Echevarrieta Lascurain (Bilbao, 1842-Deusto, 1903) fue un político y hombre de negocios español, importante figura del republicanismo en su ciudad natal.

## Biografía
Nacido en la ciudad vizcaína de Bilbao el 28 de septiembre de 1842, fue socio de Bernabé Larrinaga en un negocio minero, el grupo "Echevarrieta y Larrínaga", de notable éxito. A mediados de la década de 1860 entró en la escena política con los demócratas. Defensor de los fueros, terminó inscrito en el republicanismo. Fue concejal del Ayuntamiento de Bilbao y obtuvo acta de diputado por el distrito de Bilbao en las elecciones de 1873. Colaborador a lo largo de su vida de publicaciones periódicas como El Eco Bilbaíno, Laurac-Bat, La Verdad de los Fueros o La Guerra, falleció en Deusto el 28 de febrero de 1903. Tras su muerte, heredaría la dirección de la Casa Echevarrieta y Larrinaga su hijo Horacio Echevarrieta.